# Friedrich Wilhelm von Schorlemer
Friedrich Wilhelm Werner von Schorlemer zu Herringhausen (* 26. Januar 1786 in Hildesheim; † 6. Januar 1849 zu Braunschweig) war ein westfälischer Gutsbesitzer und konservativ-katholischer Politiker. 

## Familie
Er entstammte dem westfälischen, katholischen Adelsgeschlecht von Schorlemer. Der Vater war Franz Wilhelm Friedrich von Schorlemer (1761–1814). Die Mutter war Casimire (geb. Freifrau von Leerodt).
Er selbst heiratete 1810 Josephine (1788–1863) (geb. von Pelden genannt von Cloudt). Aus der Ehe entsprossen eine Reihe von Kindern. Darunter waren Burghard Freiherr von Schorlemer-Alst, Friedrich von Schorlemer oder Wilhelm von Schorlemer.

## Leben
Von Schorlemer wurde 1808 Mitglied der staatswissenschaftlichen Gesellschaft in Leipzig. Er trat nach dem Übergang des Herzogtums Westfalens an Hessen-Darmstadt in die neue großherzoglich-hessische Verwaltung in Arnsberg ein und war 1809 Regierungsassessor und 1810 wirklicher Regierungs- und Hofkammerrat. Kurz danach bat er um seine Entlassung aus dem Staatsdienst. Dies wurde ihm unter Beibehaltung seines Dienstcharakters auch gewährt. 
Friedrich Wilhelm lebte danach als Gutsherr. Ihm gehörten die Besitzungen Herringhausen und Overhagen. Wie schon sein Vater war er sächsischer Kammerherr.
Während der Befreiungskriege diente er als Freiwilliger im Rang eines Leutnants im 11. preußischen Husarenregiment. Durch den Übergang des Herzogtums Westfalens von Hessen-Darmstadt an Preußen wurde er 1816 preußischer Untertan. Nicht zuletzt in den neu erworbenen preußischen Provinzen im Westen hat das Verfassungsversprechen von Friedrich Wilhelm III. im Jahr 1815 und die Besitzergreifungspatente mit der Zusage ständischer oder provinzieller Verfassungen Erwartungen geweckt. An der Verfassungsdiskussion beteiligten sich in der Provinz Westfalen insbesondere Angehörige des Adels. Aus der Darstellung der alten landständischen Verfassung wurden dabei Forderungen für die Gestaltung dieser Vertretungen abgeleitet. Diese zielten nicht selten auf eine Wiederherstellung der alten vom Adel dominierten Verhältnisse ab.
Ein Beispiel ist von Schorlemer. Er legte 1818/19 seine Schrift Zur Verfassung, besonders für den landsäßigen Adel des Herzogthums Westfalen im Druck vor. Diese entstand laut Vorwort bereits 1816. Teile davon veröffentlichte er 1817 und 1818 in den Zeitschriften Westfälischer Anzeiger und Hermann. Für beide Blätter veröffentlichte er auch anonyme Beiträge. Bürgermeister von den Berken aus Altena und Johann Friedrich Joseph Sommer verfassten dazu Rezensionen. Als Schorlemer-Herringhausen seine Schrift im Druck 1818/19 vorlegte, stand die Verfassungsdiskussion im Zusammenhang mit der wachsenden politischen Repression vor ihrem Ende. 
Schorlemer-Herringhausen wurde als ritterschaftliches Mitglied für den dritten Wahlbezirk in den westfälischen Provinziallandtag gewählt. Dem Provinziallandtag gehörte er von 1826 bis 1845 an. Er war 1847 auch Mitglied des Vereinigten Landtages. In verschiedener Hinsicht gab es Berührungspunkte mit den Vorstellungen des Landtagsmarschalls Freiherr vom Stein. Es kam zu einem intensiven Briefwechsel und persönlichen Begegnungen.
Er pflegte in den 1830er Jahren auch eine Korrespondenz mit General Karl von Müffling genannt Weiß. Darin trat Schorlemer 1833 mit Blick auf die Getreideversorgung der Armee für eine Eisenbahn von Minden in die Rheinprovinz ein. Als der General Schorlemer für die Mitgliedschaft im preußischen Staatsrat vorschlug, legte Ludwig von Vincke sein Veto ein, weil er meinte, dass die Wahl „dieser Chorführer der ultramontanischen und ultraaristokratischen Partei“ (...) einen „sehr üblen Eindruck auf alle wohlgesinnten, dem König und seinem Haus wahrhaft anhänglichen Einwohner machen“ würde.
Zwischen 1837 und 1840 veröffentlichte er bei Herle in Paderborn die „Rittergüter der Provinz Westfalen“. Dieses Werk wurde später von August Kracht neu herausgegeben.

## Schriften
- Zur Verfassung, besonders für den landsäßigen Adel des Herzogthums Westfalen. o. O. [Lippstadt], 1818 Digitalisat
- Rittergüter der Provinz Westfalen. Paderborn, 1837–1840